# Asterixis
Asteriksje (łac. asterixis) – wczesny objaw encefalopatii metabolicznej, występujący np. w encefalopatii wątrobowej, ostrej niewydolności wątroby, chorobie Wilsona, a także w hipoksemii i hiperkapnii. Polega na obustronnym trzepotaniu  (równoczesnym nierównomiernym napięciu zginaczy i prostowników) z częstością kilku razy na minutę przy wyciągnięciu dłoni naprzeciw siebie i ustawieniu ich w supinacji (dłoniowo). Po raz pierwszy opisany w 1949 roku przez Adamsa i Foleya.